# Isla Maican
La isla Maican (en rumano: Insula Maican; en ucraniano: Острів Майкан) es un islote situado en el brazo Chilia del río Danubio, que actualmente está administrado por Ucrania y que es reclamada por Rumanía. Se encuentra entre la ciudad rumana de Chilia y la ucraniana de ciudad Vylkove (en rumano: Vâlcov; en ucraniano Вилкове).
La isla Maican tiene una superficie de 0,25 km², con una longitud de 1.500 metros y una anchura de entre 600 y 800 m. Actualmente está deshabitada.
Después de la ocupación soviética de Besarabia y Bucovina del Norte el 28 de junio de 1940, el ejército soviético ocupa seis islas al sur del brazo Chilia.
Desde el colapso de la Unión Soviética en 1991 la isla ha sido administrada por Ucrania, y se han hecho desde entonces varios intentos por trazar una frontera reconocida por ambas partes sin éxito.